# Auguste Boulanger
Auguste Henri Léon Boulanger (* 4. Februar 1866 in Lille; † 1923) war ein französischer anwendender Mathematiker und Professor für Mechanik.
Boulanger studierte an der École polytechnique und erhielt 1887 sein Lizenziat und seine Agrégation. Danach unterrichtete er an der École des Beaux-Arts und am Institut industriel du Nord (École centrale de Lille). Gleichzeitig hörte er bei Paul Painlevé, bei dem er promoviert wurde und dessen Leçons sur l'intégration des équations de la mécanique er herausgab. 1900 wurde er Maître de conférences für Mechanik (damals eine neu geschaffene Stelle), nachdem er schon zuvor Vorlesungen an der Universität Lille gehalten hatte. Ab 1906 war er Professeur adjointe. 1914 bis zu seinem Tod 1923 war er Examinator, Repetitor und schließlich Directeur des Études an der École Polytechnique in Paris und außerdem Professor für Mechanik am Conservatoire National des Arts et Métiers.
In seinen Untersuchungen zur Mechanik, Elastizitätstheorie und Hydraulik arbeitete er mit Henri Padé, Paul Painlevé und Joseph Boussinesq zusammen. Unter anderem befasste er sich mit solitären Wellen. Er war Mitarbeiter an der französischen Ausgabe der Enzyklopädie der mathematischen Wissenschaften. 1921 war er Präsident der Société Mathématique de France.
Als Mathematiker befasste er sich mit Differentialgleichungen, algebraischen Gleichungen, Differentialgeometrie und kontinuierlichen Transformationsgruppen.

## Schriften
- mit Paul Painlevé: Cours complémentaire de mécanique rationnelle : leçons sur l'intégration des équations différentielles de la mécanique et applications, Paris, A. Hermann, 1895
- Leçons de mécanique élémentaire, Lille, Imp. Barrez-Dubreucq, 1901–1902
- Lever des plans et nivellement. Leçons professées à l'Institut industriel du Nord, Lille, Imp. Schaller, 1901–1902
- Leçons de Mécanique appliquée : Mécanique des solides naturels, Elasticité et Résistance des matériaux, Hydraulique : Leçons professées à l'Institut industriel du Nord, Lille, Imp. Schaller, 1905–1906
- Hydraulique générale : Tome I. Principes et problèmes fondamentaux, Tome II. Problèmes à singularités et applications, Paris, Éditeur O. Doin et fils, 1909
- Étude sur la propagation des ondes liquides dans les tuyaux élastiques, Tarlandier, 1913
- mit Th. Got: Dynamique des solides tournants. Phénomènes gyroscopiques, théorie élémentaire et applications, Paris, Gauthier-Villars 1926
- Leçons choisies de mécanique : II. Les Principes de la mécanique des ressorts, Gauthier-Villars, 1927